# China Open 2022
China Open 2022 var en tennisturnering, der skulle have været spillet udendørs på hardcourt-baner i Beijing Olympic Park i Beijing, Folkerepublikken Kina i perioden 3. - 9. oktober 2022 som den 17. udgave af China Open, og som sæsonens sidste turnering på WTA Tour i kategorien WTA 1000 og sæsonens 10. turnering i kategorien ATP Tour 500 på ATP Tour.
Herrernes turnering blev aflyst den 21. juli 2022 på grund af COVID-19-restriktionerne i Folkerepublikken Kina. Kvindernes turnering var allerede i december 2021 blevet aflyst som følge af, at WTA Tour fra og med 2022 havde suspenderet alle turneringer planlagt til afholdelse i Kina og Hongkong på grund af bekymring for tennisspilleren Peng Shuais sikkerhed og velbefindende efter hendes anklager om seksuelt krænkelse mod Zhang Gaoli, et højtstående medlem af Kinas kommunistiske parti.